# پالم بی (فلوریدا)
پالم بی (به انگلیسی: Palm Bay) شهری در شهرستان بروارد ایالت فلوریدا است که در سال ۱۹۶۰ بنیان‌گذاری شده‌است. این شهر طبق سرشماری سال ۲۰۱۰ میلادی، ۱۰۳٬۲۲۵ نفر جمعیت داشته و مساحت آن نیز ۱۷۲٫۵ کیلومتر مربع است.